# Стунда, Янис Карлович
Янис Карлович Стунда (латыш. Jānis Stunda; 7 августа 1922 года, Лиелвирцавская волость, Латвия — 7 июля 2007 года, Латвия) — бригадир колхоза «Падомью яунатне» Бауского района Латвийской ССР. Герой Социалистического Труда (1965). Депутат Верховного Совета СССР 7-го созыва.

## Биография
Родился в 1922 году в крестьянской семье в одном из сельских населённых пунктов Виелвирцавской волости, Латвия. С 1950 по 1967 года — рядовой колхозник, бригадир колхоза «Драудзиба». С 1967 по 1986 года — бригадир полеводческой бригады колхоза «Узвара» Бауского района, председатель колхоза имени Кирова, заместитель, председатель райисполкома Бауского района.
Под его руководством колхоз «Узвара» добился значительных успехов в экономическом и социальном развитии. Вывел колхоз в число передовых сельскохозяйственных предприятий Латвийской ССР. Указом Президиума Верховного Совета СССР от 31 декабря 1965 года удостоен звания Героя Социалистического Труда с вручением ордена Ленина и золотой медали Серп и Молот.
Избирался депутатом Верховного Совета СССР 7-го созыва (1966—1970).
Умер в 7 июля 2007 года, похоронен на кладбище в Свете Елгавского края.